# Mešita v Sendlingu
Mešita v Sendlingu, ve čtvrti na jihu Mnichova, v ulici Schanzenbachstraße, stojí již od roku 1989. Provozuje a spravuje jí sdružení, jehož název zní turecky Diyanet İşleri Türk İslam Merkezi (zkráceně DITIM), což je v překladu Německo-turecké centrum pro institut náboženství.

## Popis
Kromě muslimského svatostánku tu funguje tedy i islámské kulturní centrum. Mešita má v současné době kapacitu 130 věřících, což nedostačuje; roku 2004 byly proto schváleny plány na její rozšíření. To však vzbudilo velké nevole, a tak se nakonec DITIM rozhodl vybudovat zcela novou mešitu a jinde, na náměstí Gotzinger Platz. I to však část veřejnosti odmítla; výstavba mešity se stala tématem rozsáhlých politických diskuzí a kontroverzí (například Edmund Stoiber mešitu razantně odmítl a vyslovil se, že její vybudování zablokuje. Její minarety však nebudou vyšší než věže kostela, stojícího naproti. Vzhledem k tomu, že to německé zákony zakazují, muezzin odsud věřící svolávat nebude.